# Zaak-Outreau
De zaak-Outreau heeft betrekking op een strafzaak wegens pedofilie die tussen 1997 en 2000 plaatsvond in Outreau in Noord-Frankrijk en op een gedeeltelijke gerechtelijke dwaling die tussen 2001 en 2004 tot voorlopige hechtenis leidde. Uit onderzoek blijkt dat er sprake is van een uitgebreid pedofielennetwerk: zo'n veertig volwassenen worden beschuldigd en zo'n vijftig kinderen zijn potentieel slachtoffer.
Het proces vond plaats in mei-juli 2004 voor het Hof van Assisen van Pas-de-Calais (Saint-Omer), waar 12 kinderen werden erkend als slachtoffers van verkrachting, aanranding, corruptie van minderjarigen en souteneurschap. Tien van de zeventien beschuldigde volwassenen werden veroordeeld tot gevangenisstraf. Het proces in hoger beroep bij het Hof van Beroep van Parijs vond plaats in november 2005, waarbij zes van de tien verdachten werden vrijgesproken, terwijl er bij vier geen hoger beroep werd aangetekend. De zaak resulteerde dus in vier definitieve veroordelingen (twee koppels) en de vrijspraak van dertien van de zeventien verdachten (van wie sommigen ouders waren van kinderen die als slachtoffer werden erkend), van wie een aantal 1 tot 3 jaar in de gevangenis had gezeten.

## De aangeklaagden
- Monique Fouquerolle – een bijstandsmoeder
- Jean-Marc Couvelard – een zwakzinnige die nog bij zijn moeder woont
- Pierre Martel – de taxichauffeur in de buurt waar het gezin Delay woont
- Sandrine & François Lavier – een echtpaar met vier kinderen
- Alain Marécaux – een deurwaarder
- Dominique Wiel – een priester
- Daniel Legrand – een buurjongen
- François Mourmand – postbode, degene die zelfmoord had gepleegd
- Noël Rossignol – een penvriend die haar liefde had afgewezen

## Nasleep
De zaak leidde in heel Frankrijk tot veel commotie. De vrijgesprokenen ontvingen de presidentiële excuses van Jacques Chirac en kregen een compensatie voor de gevangenisstraf die tien keer hoger was dan die van de kinderen. Eén van de verdachten, François Mourmand, die ervan wordt beschuldigd een klein meisje te hebben vermoord, overleed in voorlopige hechtenis. In 2005 werd een parlementaire onderzoekscommissie ingesteld om de oorzaken van het disfunctioneren van de rechtspleging in deze zaak te analyseren. Zowel de commissie als andere rapporten (IGSJ in 2006 en IGAS in 2007) hebben echter niet tot echte sancties geleid, omdat er geen sprake is van ernstig wangedrag van degenen die bij de zaak betrokken waren.
Het thema van de zaak, het grote aantal kinderen dat als slachtoffer wordt erkend, de mogelijke moord op een kind en het aantal volwassenen dat is aangeklaagd en in voorlopige hechtenis wordt gehouden, geven deze zaak een zeer belangrijke nationale dimensie, die aanleiding geeft tot een zeer sterke emotie in de publieke opinie. De bijzonderheden van de processen en de vele wendingen die deze met zich meebrengt, maken de Outreau-affaire altijd tot een gevoelig en controversieel onderwerp, aangezien de woorden van de minderjarige slachtoffers mishandeld zijn en niet alle vrijgesprokenen onschuldig zouden zijn. De zaak-Outreau heeft ertoe bijgedragen dat de aandacht voor de stem van het kind in Frankrijk is geschaad, met een daling van 40% in het aantal veroordelingen in de tien jaar na de vrijspraak in hoger beroep..
Op 1 maart 2011 werd een vrijgesproken echtpaar opnieuw gearresteerd. Dat gebeurde nadat twee kinderen van de man en de vrouw het huis ontvlucht waren naar de vrouw bij wie ze verbleven toen hun ouders in voorarrest zaten voor de zaak-Outreau. Volgens de kinderen van 10 en 11 werden ze zeer slecht behandeld. Medisch onderzoek zou dat bevestigd hebben.